# 大岩主弥
大岩 主弥（おおいわ かずや、1977年12月14日 - ）は、元ジャパンアクションエンタープライズ所属の俳優、スタントマン。岡山県岡山市出身。血液型A型。

## 出演

### テレビドラマ
- 武蔵 MUSASHI（2003年、NHK）雑兵、兵士 役
- 義経（2005年1月9日 - 12月11日、NHK）兵士 役
- スシ王子!（2007年7月27日 - 9月14日、テレビ朝日）
- 天地人（2009年1月4日 - 11月22日、NHK）
- 特命係長 只野仁4thシーズン（2009年1月8日 - 3月12日、テレビ朝日）
- 外事警察（2009年11月14日 - 12月19日、NHK）
- 遺留捜査（2018年） - 織田信之

### 特撮テレビドラマ
- 仮面ライダーシリーズ（テレビ朝日）
  - 仮面ライダーアギト（2001年 - 2002年）
  - 仮面ライダーディケイド（2009年）
- 百獣戦隊ガオレンジャー（2001年 - 2002年、テレビ朝日）

### 映画
- 日本沈没（2006年）
- 包帯クラブ（2007年）
- 椿三十郎（2007年）
- 母べえ（2008年）
- 僕の彼女はサイボーグ（2008年）
- 仮面ライダーシリーズ
  - 劇場版 超・仮面ライダー電王&ディケイド NEOジェネレーションズ 鬼ヶ島の戦艦（2009年）
  - 仮面ライダー×仮面ライダー W&ディケイド MOVIE大戦2010（2009年）
  - 劇場版 仮面ライダーオーズ WONDERFUL 将軍と21のコアメダル（2011年）
- 20世紀少年 最終章 ぼくらの旗（2009年）
- 劇場版TRICK 霊能力者バトルロイヤル（2010年）
- 半次郎（2010年）
- ワイルド7（2011年）
- カオルの葬式（2024年）[1]
- 新居浜ひかり物語 青いライオン（2024年） - 担任教師 役[2]

### 舞台
- 緑野大地プロデュース Vol.2 ラビリンス・パーティー 〜遺産と鍵とハイエナモンキー〜（2003年4月4日 - 6日、新宿文化センター）
- 劇団 ステップラダー vol.5 アシモフのバカ（2005年4月8日 - 10日）
- エビ大王（2005年12月8日、青山劇場）（2005年12月28日、シアターBLAVA）
- 地球ゴージャスプロデュース公演「HUMANITY THE MUSICAL 〜モモタロウと愉快な仲間たち〜」（2006年）
- 明治座公演 忠臣蔵 －いのち燃ゆるとき－（2007年3月3日 - 4月22日）
- 中村橋之助座長公演「憑神」（2007年9月4日 - 26日）
- 第8回JAEプロデュース公演「遥かなるエデン」（2007年11月27日 - 12月2日）
- Dream if Passion（2008年1月10日 - 20日）
- 滝沢演舞城 '08 命（LOVE）（2008年4月2日 - 27日）
  - *pnish* vol.11「マハラジャモード」（2009年10月24日 - 11月8日）
- JAPAN ACTION ENTERPRISE 第40期研修生卒業公演（2010年5月20日、板橋文化会館ホール）（演出家役）
  - *pnish* vol.12「ウエスタンモード」（2010年10月20日 - 24日、天王州銀河劇場）（2010年10月30日 - 31日、新神戸オリエンタル劇場）（2010年11月5日 - 6日、テレピアホール）
- 花やしき「大江戸捕物帖」（2010年10月2日 -（土日祝公演））
- 裏切りは僕の名前を知っている（2011年12月21日 - 12月25日） - ジキル役
- 坊っちゃん劇場 第8作 奇想天外歌舞音曲劇(ミュージカル)げんない-金太 役(2013年4月-12月)
- 朗読ライブ「MAHOROBA・冬」（2014年2月　Sing Out） - 侍、海老之丞役
- 松井誠PRESENTS「～夢幻～」(2014年8月、四谷区民ホール)[3]
- 「ペルソナ3WM～群青の迷宮～」(2014年9月 シアター1010) -殺陣振付、 パフォーマー[4]
- 「TARO～俺たちが救う～」(2015年1月 CBGKシブゲキ!!) - 剣持尚人役[5]
- ＥＮ劇集団さんたばっぐプロデュース「輝き丸」(2015年2月　倉敷市芸文館ホール) -山岡磯兵衛役
- 「士魂forever」(2015年4月　シアターサンモール) - 殺陣助手、原田左之助役[6]
- 「ペルソナ3WM～蒼鉛の結晶～」 (2015年6月 シアターGロッソ)- 殺陣振付、 桐条武治役、パフォーマー[7]
- 「七夕ジャンクション」(2015年7月 銀座博品館劇場)- 殺陣振付[8]
- sweet factory 第一回演劇公演「継承～the succession～」(2015年7月 テアトルBONBON)- ソン・デシェン役[9]
- 「女海賊ビアンカ」(2015年9月 AiiA 2.5 Theater Tokyo)-アンサンブル
- 「ローリングストーン」（2015年11月　おかやま未来ホール） - ジョーカー役[10]
- 「のぶニャがの野望　幸村と五輪の剣」(2016年2月　全労済ホール／スペース・ゼロ)- 本多ただキャッツ役
- ナイスコンプレックスN２４「キミが読む物語」(2016年2月 あうるすぽっと)- 勝俊役[11]
- 「最高はひとつじゃない2016　SAKURA」(2016年4月	東京芸術劇場プレイハウス、森ノ宮ピロティホール)- 永倉新八役[12]
- ミュージカル「魔界王子 devils and realist」(2016年6月　全労済ホール／スペース・ゼロ )- クロッサンブル[13]
- sweet factory 第三回演劇公演「継承～the succession～」(2016年7月 中野ザ・ポケット)- ソン・デシェン役[14]
- 「戦国御伽絵巻 ソロリ～妖刀村正の巻～」(2016年11月 シアターサンモール)- ミザル[15]
- 「海賊と山賊」(2017年1月　彩の国さいたま芸術劇場小ホール)- 殺陣補佐、グランドキャスト海賊ガン[16]
- 「ペルソナ3WM 第四章～藍の誓約～／最終章～碧空の彼方へ～」(2017年4月 シアターGロッソ)- 殺陣師、パフォーマー[17]
- 「士魂Remember」（2017年7月　シアターサンモール） - 殺陣助手、平山五郎役[18]
- 「戦国御伽絵巻ヒデヨシ」(2017年8月 紀伊國屋ホール)- ミザル[19]
- 「北斗の拳 世紀末ザコ伝説」(2017年9月 シアターGロッソ)- アクションザコ[20]
- 岡山市民ミュージカル「オランダおイネ　あじさい物語」(2017年11月　岡山シンフォニーホール)- 児玉順蔵役[21]
- Terra 3rd live「髑髏城の七人～風」（2018年6月　おかやま未来ホール） - 小田切三五役
- 「マイレボリューション～浅草ふぁんたじあ」（2018年8月 浅草六区ゆめまち劇場） - 演出。青龍役
- ミュージカル「オランダおイネ あじさい物語」再演（2018年9月　ルネスホール）児玉順蔵役、助吉役、平馬役
- 「銀河英雄伝説 Die Neue These」（2018年10月　Zepp DiverCity（TOKYO）） - シュターデン役
- 「誰ガ為のアルケミスト 舞台版 聖石の追憶」(2019年6月 銀座博品館劇場)- 舞闘兵団[22]
- オペレッタ「伯爵令嬢マリツァ」（2020年2月　倉敷公民館） - ポプレスク役
- 坊っちゃん劇場 第15作 ~おかやま桃太郎伝説~鬼の鎮魂歌(レクイエム)-イル役[23](2020年10月14日-)

- 坊っちゃん劇場 第15作 ~おかやま桃太郎伝説~鬼の鎮魂歌(レクイエム)-トースポ役

- 坊っちゃん劇場 第16作 ジョンマイラブ～ジョン万次郎と鉄の7年〜篠崎高取之丞役

### イベント
- JAEスペシャルイベント「俺たち参上!!」（2009年、シアターGロッソ）
- JAE Super Entertainment Live 「白鎧亜」（2010年）
- JAE NAKED LIVE「がんばろう 日本！」（2011年）